# Capitole de l'État du Wyoming
Le Capitole de l'État du Wyoming est le siège de la législature du Wyoming et du Bureau du gouverneur. Construit entre 1886 et 1890, le Capitole est situé à Cheyenne, capitale de l'État. Il est classé en tant que National Historic Landmark en 1987.

## Description
L'architecture du bâtiment est de style Renaissance revival qui rappelle le Capitole des États-Unis à Washington D.C.
Le dôme est l'une des principales caractéristiques architecturales du Capitole. Il est en cuivre mais s'est si terni dès 1900 que l'État a commencé à utiliser la feuille d'or comme revêtement extérieur. Le dôme est visible de toutes les routes entrant dans la ville. Seuls dix des cinquante États ont des dômes recouverts de feuilles d'or sur leurs bâtiments de la capitale de l'État. 

## Galerie

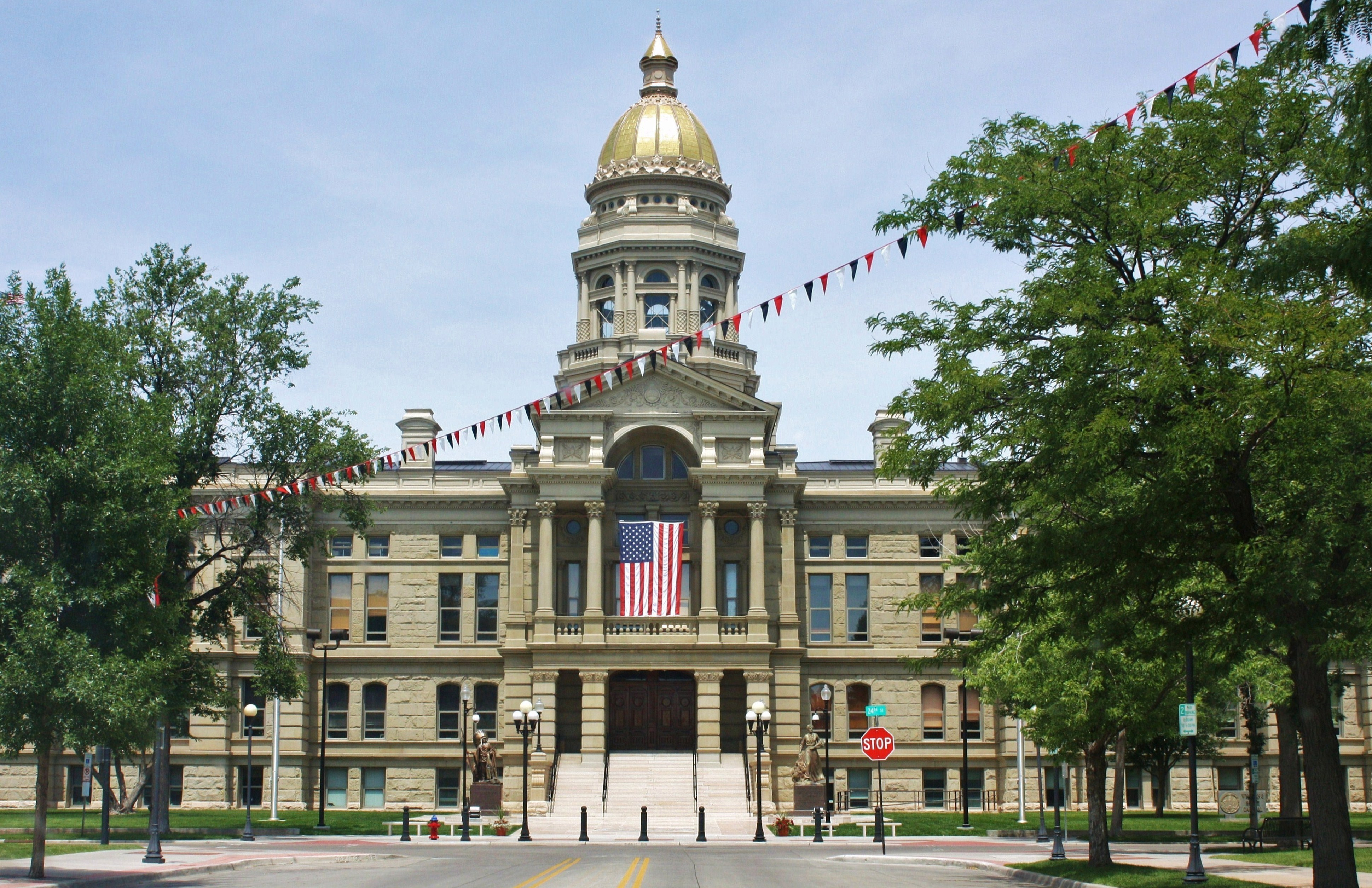
Façade principale (sud).
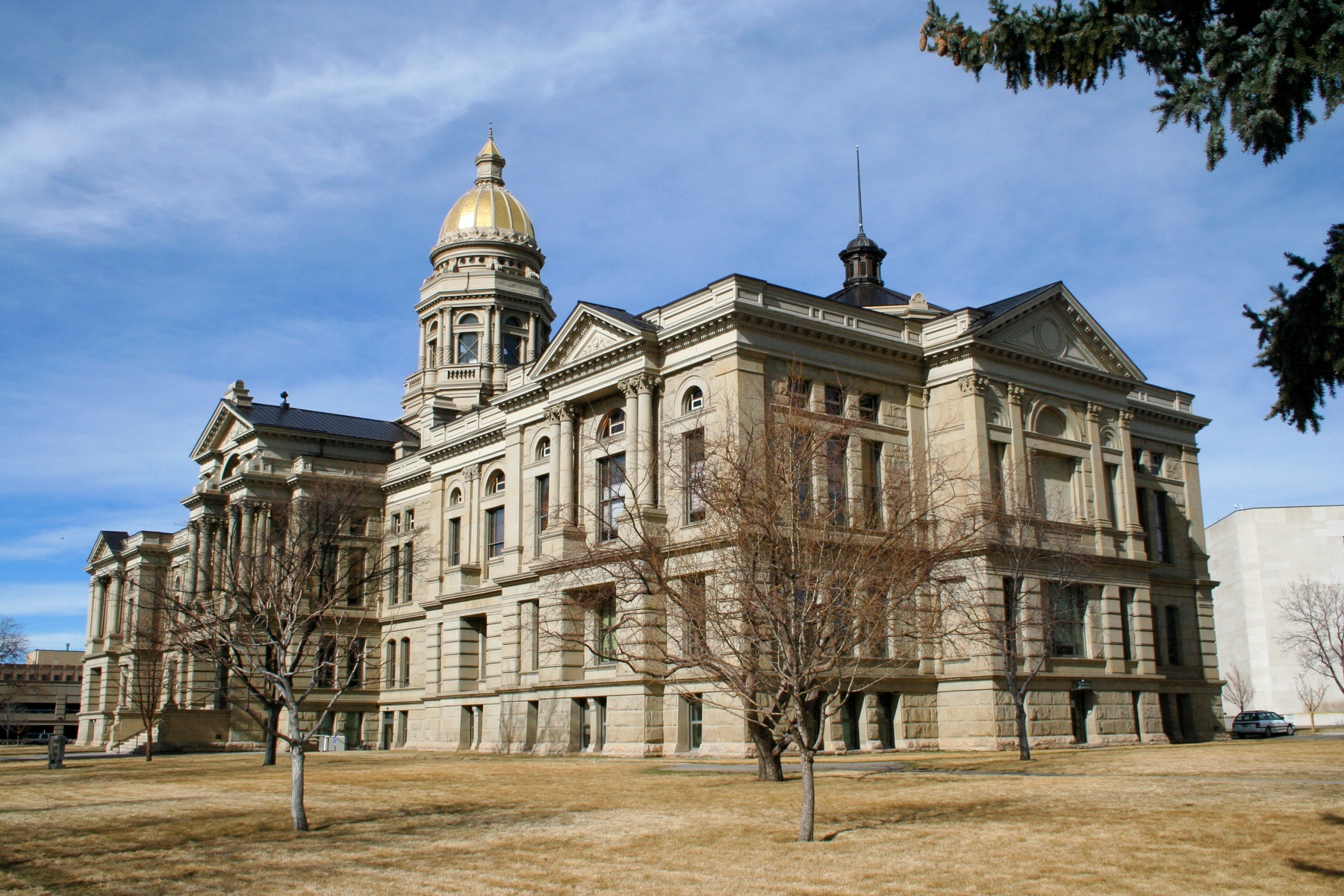
Le bâtiment vu du sud-est en mars.
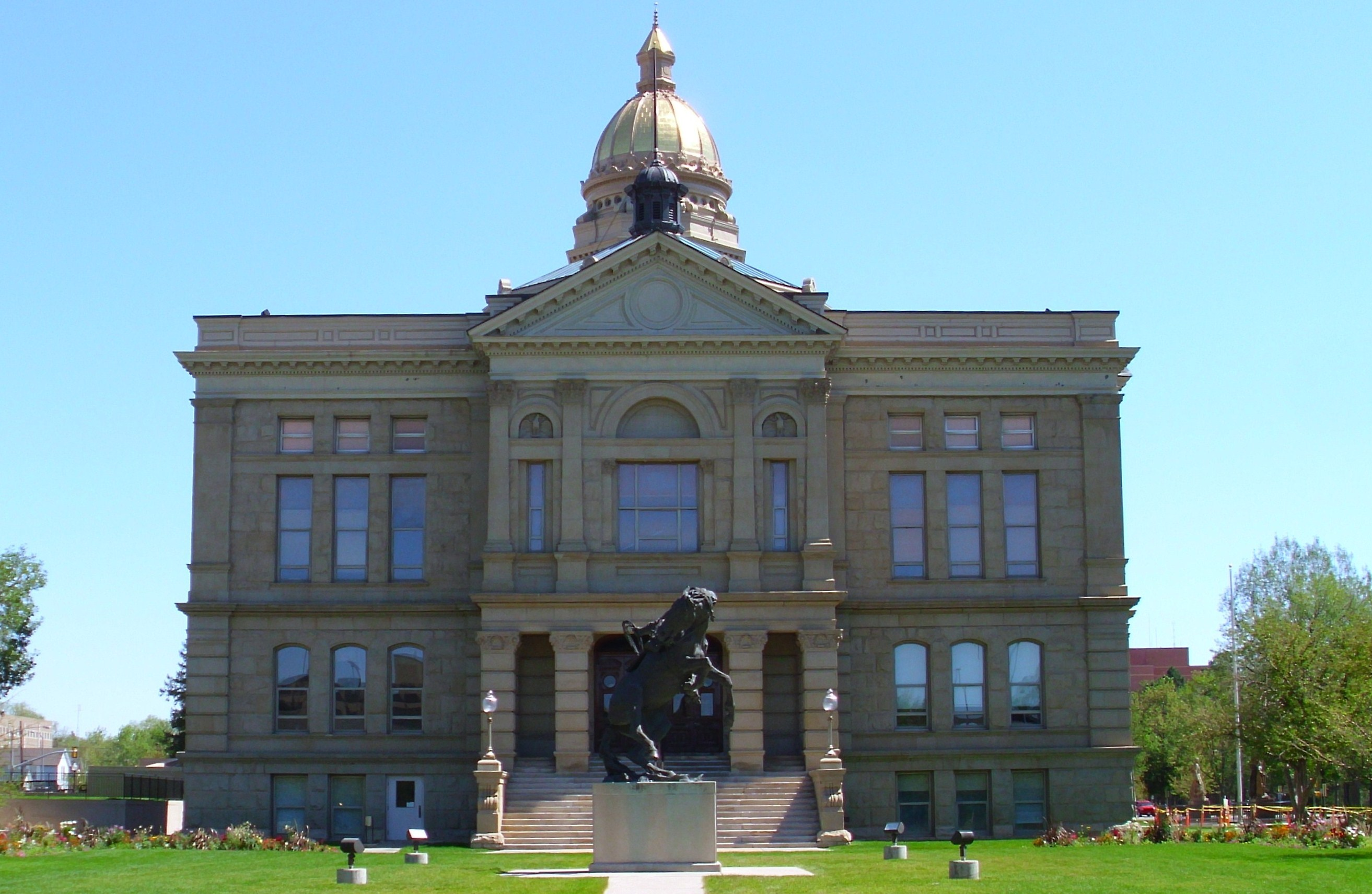
Façade ouest.
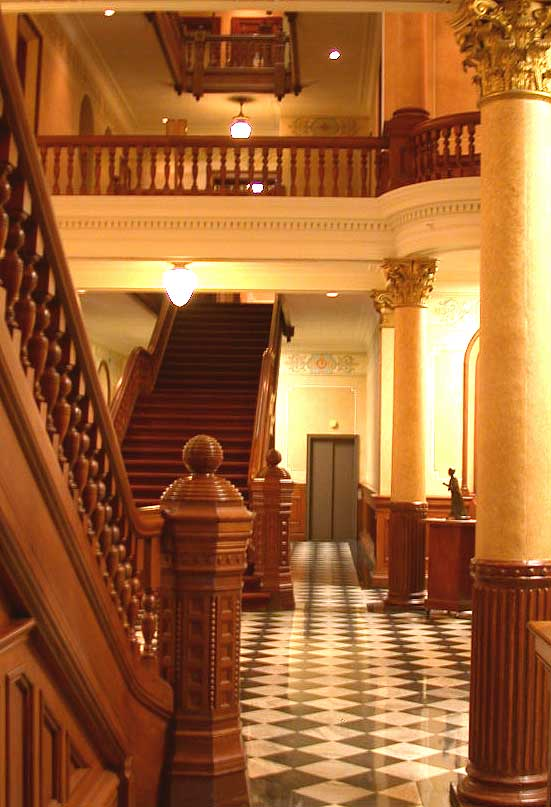
Vue du 1er étage montrant le design corinthien de la colonne.
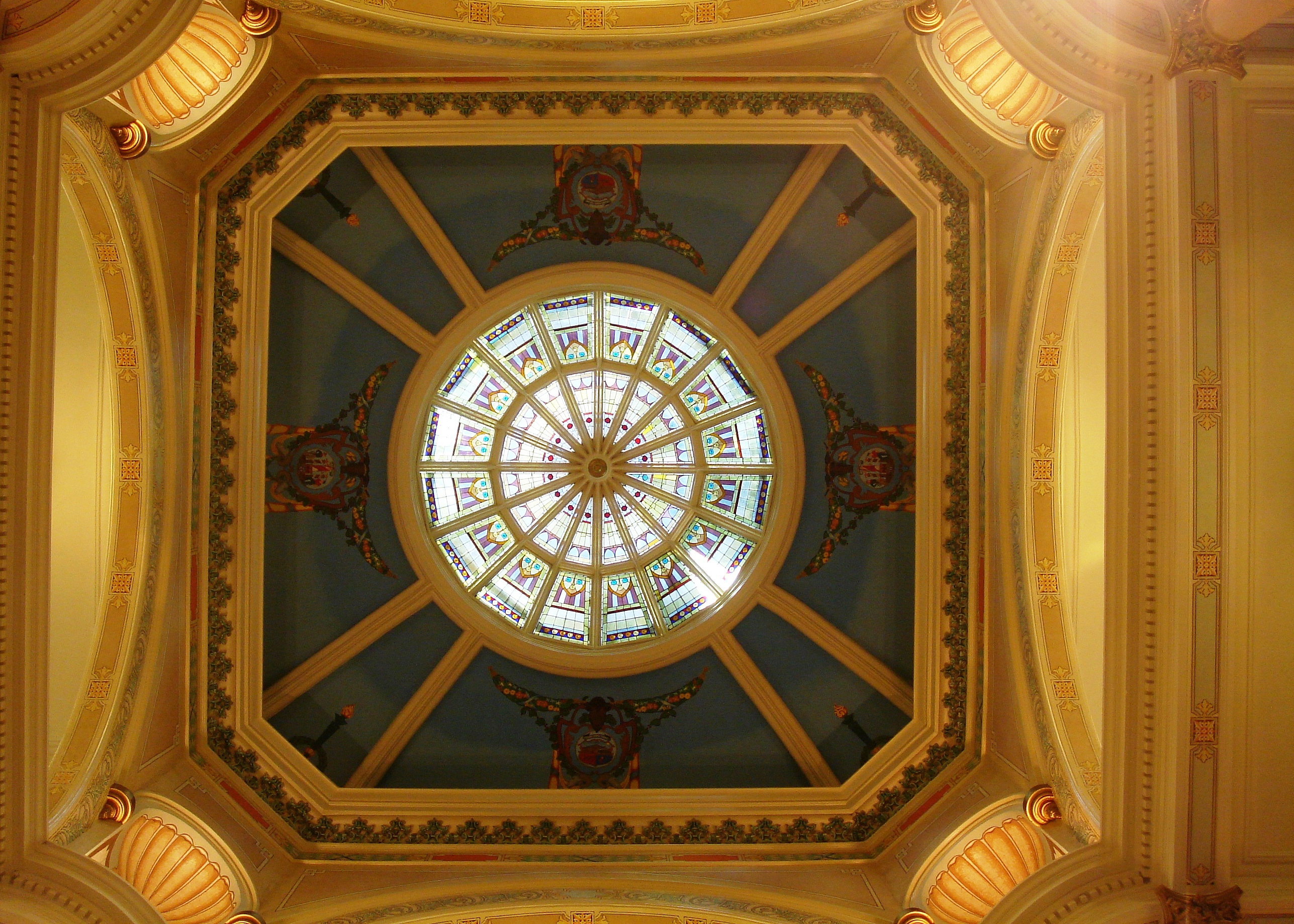
Intérieur du dôme.

## Source
- (en) Cet article est partiellement ou en totalité issu de l’article de Wikipédia en anglais intitulé « Wyoming State Capitol » (voir la liste des auteurs).